# Raci mari
Racii mari (Astacidea) fac parte din clasa Malacostraca, ordinul Decapoda, subordinul Pleocyemata, cu principalii reprezentanți ai lor „Racul de râu” și „Homarii”.

## Caractere
Racii mari au corpul relativ masiv, acoperit de o carapace de formă cilindrică, care are o deschidere în regiunea bucală. Abdomenul se termină cu o coadă lată, prima pereche de picioare sau transformat în clești puternici, de asemenea perechea treia de picioare s-au transformat în clești mai mici, branhiile acestor specii se prezintă sub formă de filamente.

## Sistematică

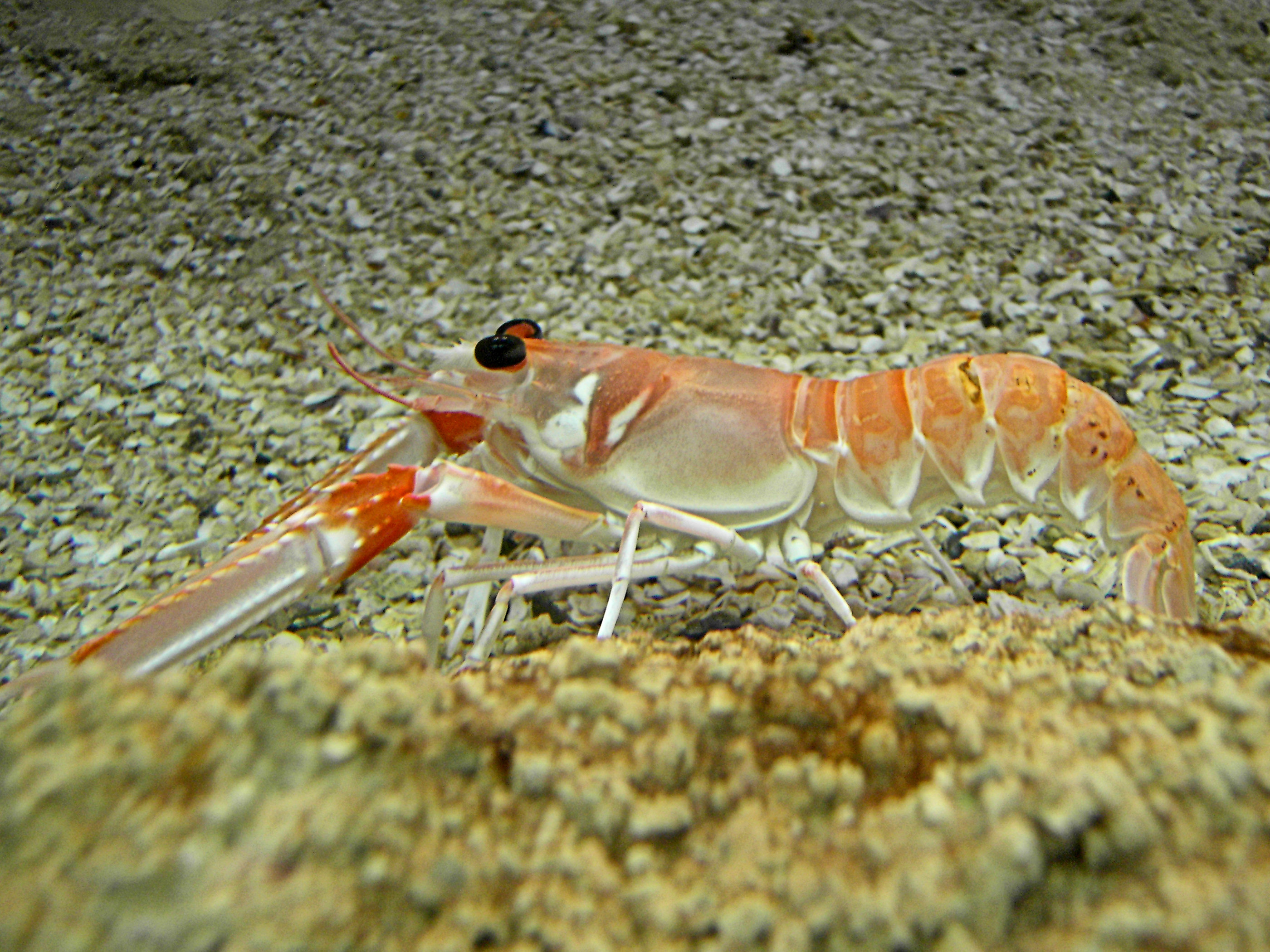
Nephrops norvegicus

- Racul de râu (Astacoidea) Latreille, 1802
  - Astacidae Latreille, 1802
  - Cambaridae Hobbs, 1942
- Parastacoidea Huxley, 1879
  - Parastacidae Huxley, 1879
- Enoplometopoidea de Saint Laurent, 1988
  - Riffhummer (Enoplometopidae) de Saint Laurent, 1988
- Glypheoidea Winkler, 1883
  - Glypheidae Winkler, 1883
- Nephropoidea Dana, 1852
  - Homari (Nephropidae) Dana, 1852
  - Thaumastochelidae Bate, 1888